# Victoria Ocampo
Victoria Ocampo (San Isidro, 7 april 1890 - Buenos Aires, 27 januari 1979) was een Argentijns schrijfster.
Voor haar werk is ze onder andere bekroond met een benoeming tot Commandeur in de Orde van het Britse Rijk.
Tijdens de Tweede Wereldoorlog steunde en bewerkte ze, samen met vriend en vertaler Pelegrina Pastorino, het antifascistische literaire tijdschrift Les Lettres françaises. Roger Caillois leidde het tijdschrift. 
In 1946 was Ocampa de enige Argentijn die de Processen van Neurenberg bijwoonde en getuigenissen aflegde als ooggetuige, ook was ze daar deels als journalist.

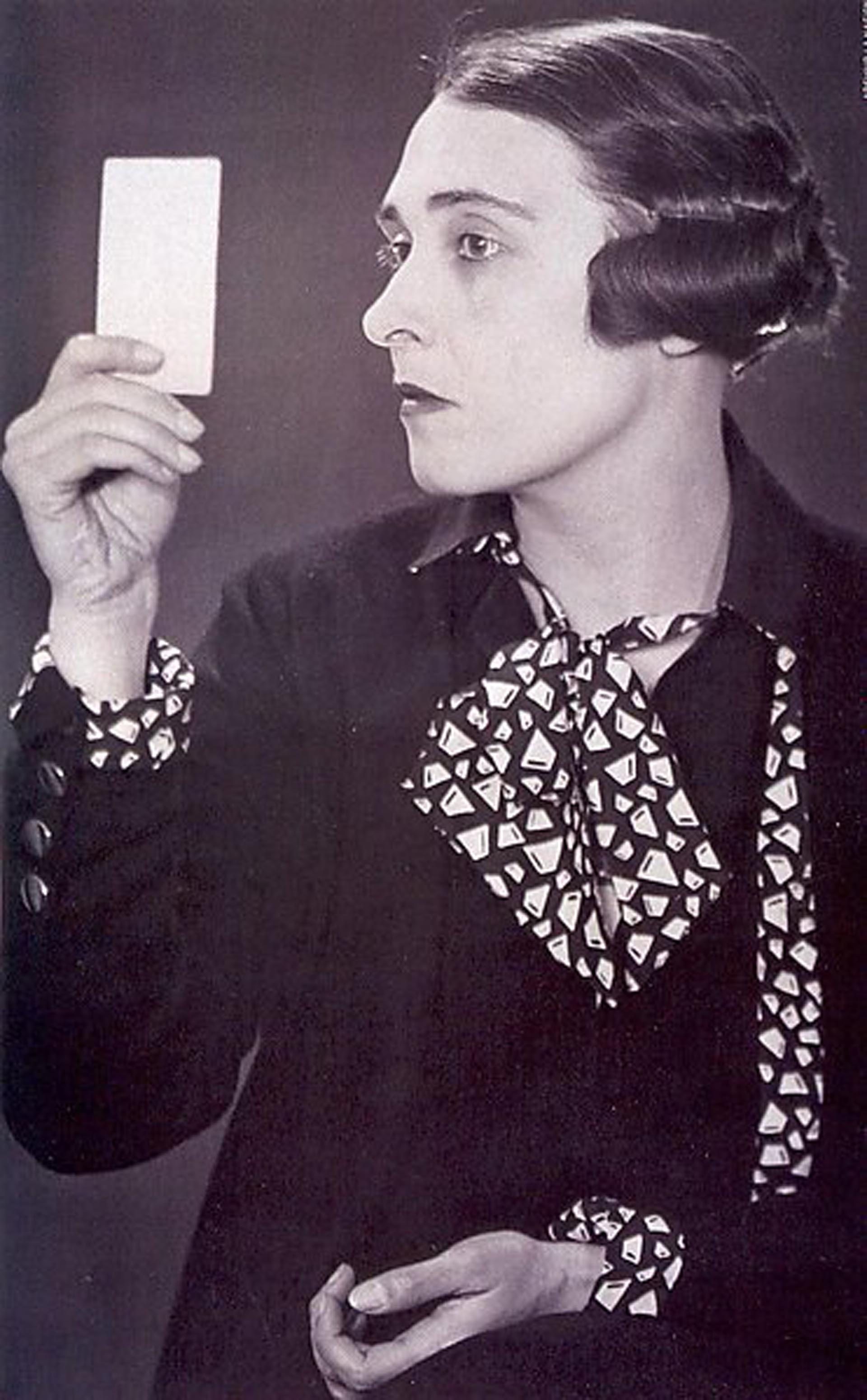
Victoria Ocampo
(1929), Man Ray

- Bibsys: 90352099
- Biblioteca Nacional de Chile: 000066678
- Biblioteca Nacional de España: XX1150990
- Bibliothèque nationale de France: cb11918021z (data)
- Catàleg d'autoritats de noms i títols de Catalunya: 981058516598806706
- CiNii: DA02466507
- Gemeinsame Normdatei: 118589261
- International Standard Name Identifier: 0000 0001 2121 4145
- Library of Congress Control Number: n50035908
- Nationale Bibliotheek van Tsjechië: jx20110323020
- Nationale Bibliotheek van Israël: 987007266008405171
- Nationale Bibliotheek van Polen: a0000003069504
- Nederlandse Thesaurus van Auteursnamen: 070857199
- Istituto Centrale per il Catalogo Unico: MILV055202
- LIBRIS: 262109
- SNAC: w6df6q74
- Système universitaire de documentation: 027051498
- Virtual International Authority File: 14774594
- WorldCat: E39PBJcKFpPHrb93XQPxwfX68C